# Rip It Up (álbum de Dead or Alive)
Rip It Up es el primer álbum recopilatorio de la banda británica Dead or Alive publicado en 1987 por el sello discográfico Epic Records. Este álbum contiene ocho singles de sus dos álbumes anteriores, Youthquake (1985) y Mad, Bad, and Dangerous to Know (1986) así como de Nude (1989) en la versión japonesa bonus track , segmentados juntos como una mezcla de DJ. No se incluyeron nuevas canciones en este álbum, aunque las versiones presentes aquí son versiones alternativas que se crearon editando diferentes mezclas de 12 ", creando pistas y sonidos únicos.
Las primeras ediciones que salieron en Japón durante su fecha original (tanto en formato de disco de vinilo como en CD), la portada fue cambiada por una foto de Pete en un fondo completamente verde. Así mismo en 2004 se lanzó una nueva versión titulada Rip It Up +1 que incluía una pista adicional. Esta versión fue publicada sólo en Japón

## Lista de canciones del álbum
CD y LP Original

| N.º | Título                              | Escritor(es) | Duración |  |
| 1.  | «Brand New Lover»                   |              | 4:34     |  |
| 2.  | «My Heart Goes Bang»                |              | 5:24     |  |
| 3.  | «Something in My House»             |              | 4:25     |  |
| 4.  | «Lover Come Back to Me»             |              | 3:53     |  |
| 5.  | «You Spin Me Round (Like a Record)» |              | 4:27     |  |
| 6.  | «I'll Save You All My Kisses»       |              | 4:45     |  |
| 7.  | «In Too Deep»                       |              | 3:56     |  |
| 8.  | «Hooked on Love»                    |              | 4:11     |  |

Versión Japonesa Bonus Track

| Versión Japonesa bonus tracks |                                                                     |          |  |
| N.º                           | Título                                                              | Duración |  |
| 9.                            | «Turn Around & Count 2 Ten» (The Pearl And Dean "I Love" - BPM Mix) | 8:36     |  |

- Datos: Q3936318